# Малгаши
Малгашите са основното население на Мадагаскар, говорят на малагашки език, който спада към групата на австронезийските езици.

## Произход
Произходът на малагашите е спорен, тъй като древните жители на о. Мадагаскар не принадлежат към негроидната раса. През 10 – 6 век пр.н.е. на острова се заселват индонезийци, които пренасят със себе си монголоидния антропологичен тип, език и култура.

## История
На територията на остров Мадагаскар е имало няколко държави, от които най-могъщата е Имерина, създадена от народа на Мерина. Разцветът на тази държава пада на XIV век. Самото му име говори за местоположението му. Мерина означава „върховна“. Кралството се е намирало на високото плато на Мадагаскар в началото на XVI век. Основан е Тананариве – „градът на хилядата“, наречен така в памет на многохилядната войска, която присъединява земите, върху които се намира този град, към Имерина. Великият владетел на Рамбоазалам, който царува в края на 18 век, значително разширява границите на кралството, обединява много преди това различни племена под негово управление. Именно той притежава известната формула на един единствен Мадагаскар: „Нашата граница е морето“. Скоро обединението на острова приключва, създава се държава с граници „от море до море“. Развитието на световната търговия и желанието да се лишат арабите от монопола върху търговията с Изтока довеждат до началото на пътуванията до Мадагаскар с разузнавателна цел. На 10 август 1500 г. португалецът Диого Диас е първият европеец, открил Мадагаскар. Скоро след него на острова са привлечени французи, холандци и британци. През 19 век държавата прави големи крачки. Въведено е дори всеобщо задължително образование. Нивото на образование в страната се повишава толкова много, че кралският двор уволнява глашатаите и закача указите си направо по стените на къщите, като така почти всеки може да ги прочете. Мадагаскарската държава продължава да се развива, на острова се появяват първите фабрики, металургични предприятия, започва разработването на минерали, създава се мрежа от медицински институции (само през 1870 г. те са били посетени от 200 хиляди души). През 1876 г. (6 години по-рано от Франция) на острова е въведено безплатно образование. Въпреки всичко това Имерина не успява да устои на атаката на най-голямата империалистическа сила. Използвайки въоръжена сила и поради различията между племената, през 1896 г. Франция анексира острова. Едва през 1960 г. страната възвръща своята независимост.

## Социална организация
В никоя страна в Африка няма толкова разнородна и многобройна национална интелигенция (лекари, санитари, медицински сестри, адвокати, художници, писатели, агрономи и др.), както в Мадагаскар. Бързо протича класовото разслоение на малгашките села, където вече се е появила прослойка от богати селяни. Бедните в селските райони отиват да работят в плантации и в градовете, попълвайки кадрите на мадагаскарския пролетариат. Те обаче са предимно временни работници, които след определен период от работа се връщат в селото си. Промените в културата, начина на живот и обичаите също засягат градското население на Мадагаскар повече от селското население, особено във вътрешността на острова.